# Michael Baden
Michael M. Baden (Bronx, Nueva York, 27 de julio de 1934) es un médico estadounidense y patólogo forense certificado por la junta conocido por su trabajo en la investigación de muertes de alto perfil y como el anfitrión de la autopsia de HBO. Se le considera controvertido, y en varias ocasiones ha estado en el lado opuesto de muchos expertos en su línea de trabajo. Baden fue el médico forense en jefe de la ciudad de Nueva York de 1978 a 1979. Fue presidente del Panel de Patología Forense del Comité Selecto de la Cámara de Investigaciones que investigó el asesinato de John F. Kennedy.
Trabajo para FOX News Channel y fue un invitado frecuente en el programa de sátira nocturno de Fox News Red Eye con Greg Gutfeld, donde era conocido como el Corresponsal de la Muerte. Baden ha sido autor o coautor de más de 80 artículos y libros profesionales sobre aspectos de la medicina forense y dos libros de no ficción, Muerte no natural: confesiones de un médico forense y (con Marion Roach) Dead Reckoning: the New Science of Catching Asesinos También es el autor, junto con su esposa, la abogada Linda Kenney Baden, de dos thrillers forenses, Remains Silent y Skeleton Justice.

## Vida personal
Michael Baden nació en el Bronx, Nueva York, en el seno de una familia judía. Está casado con Linda Kenney Baden, quien se desempeñó como uno de los principales abogados de Phil Spector durante su juicio por asesinato capital y reemplazó a Bruce Cutler después de su retirada del proceso. Ellos tienen cuatro hijos. Su primer matrimonio, que terminó en 1997, fue con Judianne Densen-Gerber, médica y fundadora del programa de tratamiento de drogas Odyssey House; juntos tuvieron cuatro hijos, Trissa, Judson, Lindsey y Sarah.

## Carrera
Baden se graduó en el City College de Nueva York en el año 1955. Baden recibió su título de médico de la Facultad de Medicina de la Universidad de Nueva York en 1960.
Baden fue el médico forense jefe de la ciudad de Nueva York de 1978 a 1979, pero el alcalde de la ciudad de Nueva York, Ed Koch, lo destituyó de su cargo, luego de que Koch hubiera recibido quejas sobre su trabajo. Baden tomó la misma posición a unas pocas millas de distancia en el condado de Suffolk, pero fue despedido por presuntamente hacer comentarios inapropiados sobre cómo cometer el asesinato perfecto. La decisión de dejarlo ir fue anulada poco después, ya que las circunstancias de sus supuestos comentarios no estaban claras, pero Baden decidió abandonar el cargo.

## Caso de Jeffrey Epstein
En octubre de 2019, Baden fue contratado por el hermano de Jeffrey Epstein y observó la autopsia realizada por funcionarios de la ciudad después de la muerte de Epstein. Baden disputó la conclusión del médico forense jefe de la ciudad de Nueva York, Barbara Sampson, de que la muerte de Epstein fue un suicidio, afirmando que tres fracturas en el cuello de Epstein fueron más consistentes con el homicidio por estrangulamiento y rara vez se ve en el suicidio por ahorcamiento. Su opinión sobre el caso ha sido disputada.

## Caso de George Floyd
El 29 de mayo, el Dr. Michael Baden dijo que había sido requerido por la familia de Floyd para llevar a cabo una autopsia privada en el cuerpo de Floyd. Baden es patólogo y ex médico forense jefe de la ciudad de Nueva York, quien también realizó una segunda autopsia al cuerpo de Eric Garner. El 30 de mayo, el equipo legal de la familia de Floyd, confirmó que habían contratado a Baden y también al Dr. Allecia Wilson para llevar a cabo una autopsia. Wilson es el director de autopsias y servicios forenses en la Facultad de Medicina de la Universidad de Míchigan.
El 31 de mayo, se realizó una autopsia privada encargada por la familia de Floyd. El 1 de junio, Wilson dijo el hallazgo de la autopsia, declaró que «la evidencia es consistente con la asfixia mecánica como la causa» de la muerte de Floyd, y que la muerte fue un homicidio. Baden dijo que Floyd murió de «asfixia debido a la compresión del cuello», que afecto el «flujo sanguíneo y el oxígeno que ingresa al cerebro», y también por la «compresión de la espalda, que interfirió con la respiración». Baden dijo que Floyd «no tenía ningún problema médico subyacente que causara o contribuyera a su muerte», y también dijo que «no era cierto» que poder hablar demostrase que alguien pudiese respirar adecuadamente.